# الان به من نیاز داری؟
«الان به من نیاز داری؟» (انگلیسی: You Need Me Now?) ترانه‌ای از خواننده و ترانه‌پرداز نروژی گرل این رد و خواننده آمریکایی سابرینا کارپنتر است. متن ترانه توسط این دو نفر به همراه تهیه‌کنندهٔ آن، ماتیاس تیلز نوشته شده است. این ترانه در ۲۲ مارس ۲۰۲۴ به عنوان سومین تک‌آهنگ از دومین آلبوم استودیویی گرل این رد به نام من دوباره انجامش می‌دهم عزیزم! (۲۰۲۴) منتشر شد.